# 淺川藩
淺川藩（日语：／ Asakawa-han */?）是日本陸奧國石川郡的藩，寬文2年11月25日（1663年1月4日）創藩，延寶9年9月15日（1681年10月26日）廢藩，為陸奧白河藩的支藩，石高是10,000石，藩廳根據收錄於《本多忠晃家文書》內的《忠以公忠如公御四代之記》記載是上野出嶋村板倉，《藩史大事典》則根據領地位於石川郡淺川町一帶而主張陣屋很有可能設於淺川，江戶屋敷位於淺草七軒町。

## 歷史
寬文2年11月25日（1663年1月4日），陸奧白河藩藩主本多忠義隱居，其嫡子本多忠平繼承100,000石，次子本多忠利和三子本多忠以各獲分知10,000石，四子本多忠晴和本多忠周則各2,500石。其中，忠以領有的10,000石便是淺川藩，領地是石川郡內16村約6,807石和白川郡內4村約3,193石。
寬文4年（1663年）3月，忠以就任為大番頭後於同年5月14日（6月8日）死去。同年7月18日（9月7日），忠以之弟忠晴作為其養子而繼位，忠晴原本領有的新田2,500石歸還予白河藩。寬文5年（1665年）9月，忠晴首次赴任淺川。寬文7年（1667年）5月，他奉命駐守近江國水口城。延寶9年9月15日（1681年10月26日），隨著忠平轉封至下野宇都宮藩後，忠晴也轉封至三河伊保藩，淺川藩的領地在天和元年（1681年）歸還予白河藩。寬保元年（1741年），淺川藩的舊領地變為越後高田藩的領地，並且設有淺川陣屋。

## 歷任藩主
| 家名   | 家格 | 名稱     | 石高     | 領地                 |
| ------ | ---- | -------- | -------- | -------------------- |
| 本多家 | 譜代 | 本多忠以 | 10,000石 | 陸奧國石川郡和白川郡 |
| 本多家 | 譜代 | 本多忠晴 | 10,000石 | 陸奧國石川郡和白川郡 |

## 領地
| 令制國 | 郡     | 領地 |
| ------ | ------ | --- |
| 陸奧國 | 石川郡 | 淺川町村、瀧輪村、大畑村、蓑輪村、袖山村、根岸村、大草村、中里村、松入村、畑田村、白石里村、白石山村、板橋村、南山形村、福貴作村、染村 |
| 陸奧國 | 白川郡 | 大田和村、小貫村、上野出嶋村、下野出嶋村                                                                                               |

## 註解
1. ↑  現行對應地名如下[4]：
  - 上野出嶋村現為福島縣白河市東（日语：東村 (福島県)）上野出島（日语：小野田村 (福島県)）。
  - 淺川現為福島縣石川郡淺川町淺川。
2. ↑  淺草七軒町現為東京都台東區元淺草1丁目[6]。